# Angul (Distrikt)
Der Distrikt Angul (Oriya ଅନୁଗୋଳ ଜିଲ୍ଲା Anugōḷa Jillā), auch Anugul, ist ein Distrikt im ostindischen Bundesstaat Odisha.
Der Distrikt liegt im Bergland der Ostghats im zentralen Norden von Odisha. Im Süden wird der Distrikt vom Flusslauf der Mahanadi begrenzt.
Verwaltungssitz ist die Stadt Angul. Die Fläche beträgt 6375 km². Die Bevölkerungsdichte beträgt etwa 200 Einwohner/km².
Der Distrikt wurde am 1. April 1993 durch Herauslösen aus dem Distrikt Dhenkanal gebildet.

## Bevölkerung
Im Distrikt lebten im Jahr 2011 1.273.821 Einwohner. Das Geschlechterverhältnis betrug 943 Frauen auf 1000 Männer. Die Alphabetisierungsrate lag bei 77,53 % (85,98 % bei Männern, 68,64 % bei Frauen).
Der überwiegende Teil der Bevölkerung ist hinduistisch (98,81 %).

## Verwaltungsgliederung
Der Distrikt besteht aus vier Sub-Divisionen: Angul, Athmallik, Pallahara und Talcher.
Zur Dezentralisierung der Verwaltung ist der Distrikt in 8 Blöcke unterteilt:
- Angul
- Athmallik
- Banarpal
- Chhendipada
- Kaniha
- Kishorenagar
- Pallahara
- Talcher

Des Weiteren gibt es 8 Tahasils:
- Angul
- Athmallik
- Banarpal
- Chhendipada
- Kaniha
- Kishorenagar
- Pallahara
- Talcher

Im Distrikt befinden sich folgende ULBs: die beiden Municipalities Angul und Talcher sowie das Notified Area Council (NAC) Athmallik.
Außerdem sind 209 Gram Panchayats im Distrikt vorhanden.